# Haim Moshe
Haim Moshe (in ebraico חיים משה‎?; Ramat HaSharon, 20 settembre 1955) è un cantante israeliano.
All'inizio della sua carriera, il suo stile musicale trovava origine nella tradizionale musica yemenita e mediterranea. Le sue produzioni portarono la musica mizrahì a raggiungere un'ampia popolarità tra il pubblico israeliano e nel mondo arabo. Nel corso degli anni, Moshe ha incluso nella sua musica elementi della musica pop occidentale.

## Biografia
Haim Moshe è nato nel 1955 a Ramat HaSharon da famiglia ebraica yemenita immigrata in Israele dopo la seconda guerra mondiale. Da bambino ha imparato a cantare nell'ambito della musica religiosa in sinagoga e in quella popolare greca, turca e araba, nella quale si esibiva nei matrimoni e nei Bar mitzvah. Da giovane, Moshe ha lavorato in una tipografia e ha prestato servizio nell'esercito israeliano a metà degli anni 1970.

## Carriera
Moshe ha iniziato la sua carriera musicale da professionista come membro del gruppo musicale dei Tzliley Ha-Kerem, insieme a Daklon e a Moshe Ben- Mosh, suonando nei club e ai matrimoni. 
La loro musica è stata distribuita dai fratelli Asher e Meir Reuveni, che avevano iniziato a vendere in modo informale registrazioni su cassette degli spettacoli matrimoniali di Daklon e di altri ancora. Questo stile mediterraneo e orientale, allora trascurato dall'industria musicale israeliana, divenne noto come "musica a cassetta" e avrebbe rappresentato una delle prime manifestazioni della musica mizrahì. Molte delle canzoni condividevano lo stile musicale col pop greco e turco, con testi tradotti in ebraico e la musica riarrangiata nello stile yemenita. Il genere è cresciuto in popolarità dopo il 1980 ed è alla fine diventato un'attività redditizia per i fratelli Reuveni.
Nel 1983, Haim Moshe pubblicò il suo primo album, Ahavat Hayay, che registrò oltre 200.000 vendite. Questo album incluse due canzoni che ebbero un enorme successo: Ahavat Hayay, in stile yemenita, e Linda, canzone libanese
cantata in arabo.
Linda non conobbe un successo immediato nella radio israeliana, ma fece guadagnare a Moshe un enorme seguito tra il pubblico arabo.
Da metà degli anni 1980, Moshe iniziò a incorporare temi patriottici nelle sue canzoni, iniziativa che lo portò a raggiungere una maggiore popolarità in Israele, ma che gli valse anche enormi critiche secondo le quali avesse abbandonando le sue radici culturali per avvicinarsi al pubblico aschenazita.
Nel corso dei decenni successivi, Moshe pubblicò una serie di album di successo, tra i quali Ten LaZman Lalekhet.
La musica di Haim Moshe divenne popolare non solo tra gli israeliani, ma anche tra gli arabi dei Paesi vicini. Iniziò a ricevere lettere e riscontri tra un crescente numero di giovani fan in Siria e in tutto il Medio Oriente. 
Secondo alcune testimonianze, nel corso della Guerra del Libano, sia i soldati israeliani che quelli siriani ascoltavano Linda nei loro carri armati.
Haim Moshe è diventato un simbolo importante e positivo della cultura israeliana
nel mondo arabo, e della cultura mizrahì in Israele.

## Discografia
- Ahavat Hayay (1983)
- Hakolot shel Piraeus (1990)
- Etmol (1995)
- Hatmonot SheBa'albom (1998)
- Od Shana Chalfa (2000)
- Emtza Hachayim (2001)